# Ficus pachyclada
Ficus pachyclada är en mullbärsväxtart. Ficus pachyclada ingår i släktet fikonsläktet, och familjen mullbärsväxter.

## Underarter
Arten delas in i följande underarter:
- F. p. arborea
- F. p. pachyclada